# Модулярная решётка
Модулярная решётка (дедекиндова решётка) — решётка, в которой каждая пара элементов {\displaystyle a,b\in L} модулярна, то есть справедлив закон модулярности — квазитождество:
{\displaystyle \forall x\in L:x\leqslant b\Rightarrow x\vee (a\wedge b)=(x\vee a)\wedge b}.
Важнейший пример модулярной решётки — решётка подпространств векторного пространства; также модулярны решётка нормальных подгрупп группы, решётка идеалов кольца.
Любая дистрибутивная решётка является модулярной, обратное неверно: ромб (диамант) — пример модулярной решётки, которая не является дистрибутивной.

— наименьшая немодулярная решётка

Наименьшая немодулярная решётка — пятиэлементный пентагон {\displaystyle N_{5}}, любая немодулярная решётка содержит его в качестве подрешётки.
В модулярных решётках справедлива теорема об изоморфизмах интервалов: для любых двух элементов модулярной решётки {\displaystyle a} и {\displaystyle b}
интервалы {\displaystyle [a\wedge b,b]} и {\displaystyle [a,a\vee b]} изоморфны, прямое отображение: {\displaystyle \phi (x)=x\vee a}, обратное — {\displaystyle \psi (y)=y\wedge b}.
Немодулярная решётка может содержать элементы, удовлетворяющие закону модулярности. Элемент {\displaystyle a} называется левомодулярным, если для любого элемента {\displaystyle b} пара {\displaystyle a,b} модулярна.
Элемент {\displaystyle b} называется правомодулярным, если для любого элемента {\displaystyle a} пара {\displaystyle a,b} модулярна.
Закон модулярности и некоторые его следствия впервые установлены Рихардом Дедекиндом в 1894 году.